# إبراهيم الفتة
برهان الدّين إبراهيم بن محمّد سعيد بن مبارك الشهير بـالفَتَّة (1790 - 28 يناير 1874) (1204 - 10 ذو الحجة 1290) فقيه حنفي وأديب ولغوي حجازي من أهل القرن التاسع عشر الميلادي/ الثالث عشر الهجري. ولد بمكة ونشأ بها. تعلم على مشايخ عصره. ولي القضاء بمكة سنة 1867 واستمر إلى أن توفي. له عدة مؤلفات في اللغة والأدب والفقه.  

## سيرته
هو برهان الدين إبراهيم بن محمد سعيد بن مبارك الشهير كأسلافه بالفَتَّة، المكّي الحنفي. والفَتّة لقب لعشيرته القاطنين بالطائف. ولد سنة 1204 هـ/ 1790 م وقيل 1214 هـ/ 1800 م بمكة - حجاز العثمانية وبها نشأ. حضر دروس مشايخ عصره، منهم: محمد صالح الرئيس الشافعي، وعمر عبد الرسول الحنفي، وعبد الله سراج. لازم مجالس عقيل بن عمر المكّي، ولما بلغ رتبة التدريس صار يدرس بالمسجد الحرام، إلى أن كبر سنه في 1293 هـ/ 1867 م ، فعجز عن التدريس، فلزم بيته فكانت الطلبة تذهب إليه في بيته. 

يعد من رجال القضاء والإفتاء الذين عملوا في التصنيف في علوم اللغة العربية في عصره. ترجم له أبي الخير أحمد بن عثمان بن علي جمال العطار الهندي في معجم شيوخه المعروف بـ«النَّفْحُ المِسْكِيّ، في معجم شُيُوخِ أحمدَ المَكِّيّ». 

توفي بمكة بولاية الحجاز العثمانية نهار عيد الأضحى سنة 1290 هـ/ 28 يناير 1874. وقد أطلقت الدولة السعودية اسمه على أحد شوارع مدينة جدة بحي الزهراء تخليدًا له.  وله أحفاد. 

## مؤلفاته
له من التآليف: 
- «شرح على الآجرومية»
- «كشف الحجاب في شرح ملحة الاعراب»
- كتاب في علم العروض والقوافي
- «الخريدة والدرة النضيدة»،‌ أرجوزة في 17 ورقة،‌ أولها «حمدًا للبارئ النسم/ وذي البقاء والقدم// مخرجنا من العدم»
- مجموعة مشتملة على فوائد لطيفة
- مثلثات في اللغة: نظم مثلثة شبيهة بمثلثة قطرب المجسنسة المختلفة المعاني في اللغة
- وله مثلثة أخرى متحدة اللفظ والمعنى في اللغة أيضًا
- «حاشية ضياء الأبصار على منسك الدر المختار»
- كراسة في الأهلة
- أشعاره